# جويل غريتش
جويل غريتش (بالإنجليزية: Joel Gretsch)‏ مواليد 20 ديسمبر 1963 في سانت كلاود، الولايات المتحدة، هو ممثل أمريكي بدأ مسيرته الفنية سنة 1992.

## الأعمال

### أفلام
- أسطورة باغر فانس (2000) (بدور: بوبي جونز)
- تقرير الأقلية (2002) (بدور: دونالد دوبين)
- نادي الإمبراطور (2002)
- الكنز الوطني: كتاب الأسرار (2007) (بدور: توماس غيتس)
- بوش (2009) (بدور: جوناه غانت)

### مسلسلات
| السنة | العمل                            | الدور        |
| ----- | -------------------------------- | ------------ |
| 1993  | متزوج ولدي أطفال                 | جوني         |
| 1994  | ملروس بليس                       | ميتش شريدان  |
| 1995  | فريندز                           |              |
| 1995  | ذا بولد أند ذا بيوتيفول          | رامون        |
| 1999  | جاغ                              | شيف هادج     |
| 1999  | المحيط الهادي الأزرق             | مارك لويس    |
| 2003  | سي إس آي: ميامي                  | جون ووكر     |
| 2003  | إن سي آي إس                      |              |
| 2004  | ذا 4400                          |              |
| 2006  | سي اس آي: نيويورك                |              |
| 2006  | القانون والنظام: النية الإجرامية |              |
| 2009  | في                               |              |
| 2014  | عملاء شيلد                       | هانك تومسون  |
| 2015  | عقول إجرامية                     |              |
| 2016  | يوميات مصاص دماء                 | بيتر ماكسويل |

## روابط خارجية
- جويل غريتش على موقع IMDb (الإنجليزية)
- جويل غريتش على موقع روتن توميتوز (الإنجليزية)
- جويل غريتش على موقع ألو سيني (الفرنسية)
- جويل غريتش على موقع أول موفي (الإنجليزية)
- جويل غريتش على موقع قاعدة بيانات الأفلام السويدية (السويدية)
- جويل غريتش على موقع إن إن دي بي (الإنجليزية)
- جويل غريتش على موقع قاعدة بيانات الفيلم (الإنجليزية)
- جويل غريتش على موقع كينوبويسك (الروسية)